# The Bar
Palmarès
4 fois Champions par équipe de Raw (record du nombre de règne)
1 fois Champions par équipe de SmackDown
The Bar était une équipe de catcheurs Heel, composée de Cesaro et Sheamus, travaillant à la World Wrestling Entertainment. Les deux catcheurs étaient, à l'origine, en rivalité, mais à la suite de sept matchs du "Best of Seven Series" qui s'est fini sur une égalité, les deux ont été forcés de travailler ensemble par Mick Foley.
Ensemble, ils ont remporté quatre fois les titres par équipe de Raw, et une fois les titres par équipe de SmackDown. En 2018, ils furent également nommés meilleure équipe de l'année, recevant un Year-End Award.
Le 18 avril 2019, à la suite d'une blessure de l'Irlandais, le duo se sépare.

## Carrière de l'équipe

### Rivalité et formation

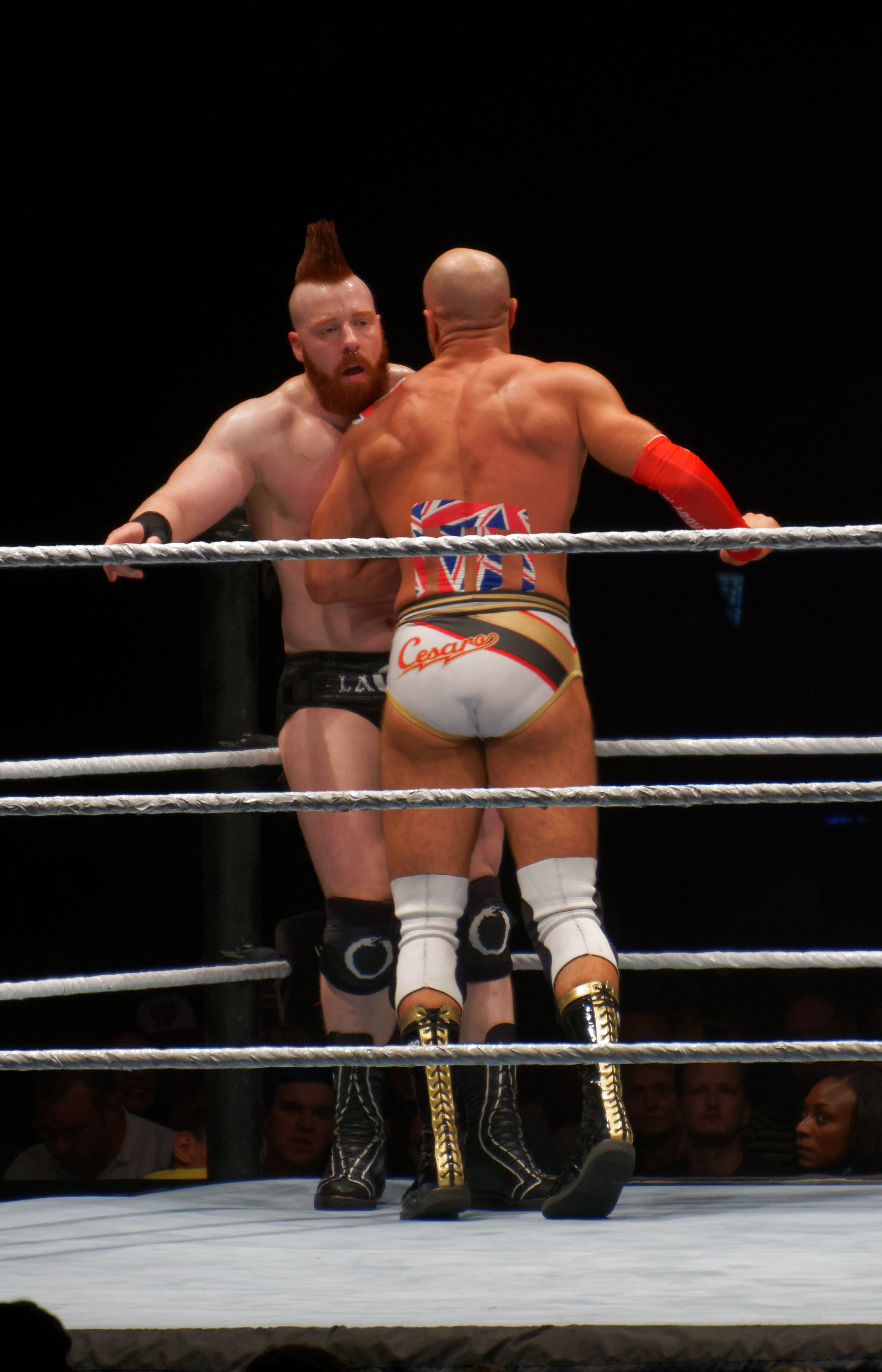
Cesaro affronte Sheamus.

Le 21 août 2016 lors du pré-show à SummerSlam, Cesaro perd face à Sheamus lors du premier Best of Seven Series Match. Le 25 septembre à Clash of Champions, le Best of Seven Match final entre les deux hommes se termine en No Contest. Le lendemain à Raw, Mick Foley leur apprend qu'ils vont devoir travailler ensemble, afin de chercher les titres par équipe de Raw. Les deux hommes battent ensuite des catcheurs locaux. 

#### Quadruples champions par équipe deRawet Draft àSmackDown Live(2016-2018)

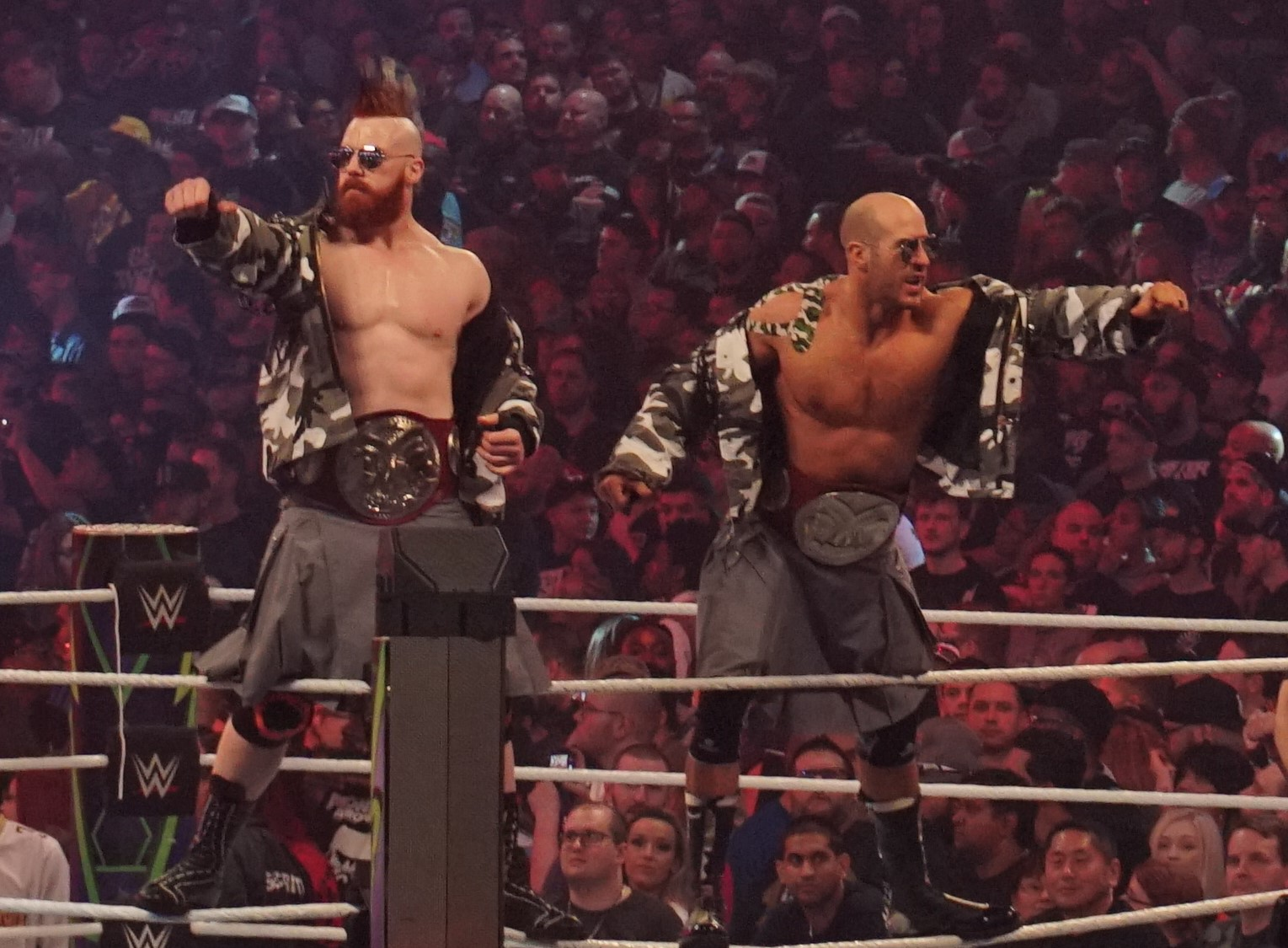
Cesaro et Sheamus en tant que Raw Tag Team Champions à WrestleMania 34.

Le 30 octobre à Hell in a Cell, ils battent le New Day par disqualification, mais ne remportent pas les titres par équipe de Raw. Le 20 novembre aux Survivor Series, l'équipe Raw (le New Day, Big Cass, Enzo Amore, The Club, The Shining Stars et eux) bat celle de SmackDown (Heath Slater, Rhyno, Mojo Rawley, Zack Ryder), American Alpha, les Usos et Breezango (Tyler Breeze et Fandango)) dans un 10-on-10 Traditional Survivor Series Man's Elimination Tag Team Match. Le 18 décembre à Roadblock: End of the Line, ils deviennent les nouveaux champions par équipe de Raw en battant le New Day, remportant les titres pour la première fois de leurs carrières.
Le 29 janvier 2017 lors du pré-show au Royal Rumble, ils perdent face au Club, ne conservant pas leurs titres. Plus tard dans la soirée, ils entrent tous deux dans le Royal Rumble masculin en 16e et 19e positions, mais se font éliminer par Chris Jericho. Le 5 mars à Fastlane, le Suisse bat Jinder Mahal.
Le 2 avril à WrestleMania 33, les deux hommes perdent face aux Hardy Boyz dans un Fatal 4-Way Ladder Tag Team Match, qui inclut également le Club, Big Cass et Enzo Amore, ne conservant pas leurs titres. Le 30 avril à Payback, ils ne remportent pas les titres par équipe de Raw, battus par leurs mêmes adversaires. Après le combat, ils effectuent un Heel Turn en les attaquant. Le 4 juin à Extreme Rules, ils redeviennent champions par équipe de Raw en battant les Hardy Boyz dans un Steel Cage Match, remportant les titres pour la seconde fois.    
Le 9 juillet à Great Balls of Fire, ils conservent leurs titres en battant leurs mêmes adversaires dans un 30-Minute Iron Man Match. Le 20 août à SummerSlam, ils perdent face à Dean Ambrose et Seth Rollins, ne conservant pas leurs titres. Le 24 septembre à No Mercy, ils ne remportent pas les titres par équipe de Raw, battus par leurs mêmes adversaires. 2 jours plus tard, il est découvert que Cesaro s'est blessé les incisives pendant le combat, car deux de ses dents se sont enfoncées dans ses gencives de 3-4 mm, lorsqu'il s'est cogné contre un des poteaux du ring.
Le 22 octobre à TLC, The Miz, Braun Strowman, Kane et eux perdent face à Dean Ambrose, Seth Rollins et Kurt Angle dans un 5-on-3 Handicap TLC Match. Le 6 novembre à Raw, ils redeviennent champions par équipe de Raw en battant Dean Ambrose et Seth Rollins, aidé par une distraction du New Day, remportant les titres pour la troisième fois. Le 19 novembre aux Survivor Series, ils perdent face aux champions par équipe de SmackDown, les Usos, dans un Champions vs. Champions Tag Team MatchLe 13 octobre, Tucker rejoint Raw, tandis qu'il reste seul à SmackDown, séparant le duo.[réf. nécessaire].
Le 28 janvier 2018 au Royal Rumble, ils entrent dans le Royal Rumble masculin en 11e 15e position, mais se font éliminer par Heath Slater et Seth Rollins. Le lendemain à Raw, ils redeviennent champions par équipe de Raw en battant Jason Jordan et Seth Rollins, remportant les titres pour la quatrième fois. Le 25 février à Elimination Chamber, ils conservent leurs titres en battant The Titus WorldWide (Apollo Crews et Titus O'Neil). 
Le 8 avril à WrestleMania 34, ils perdent face à Braun Strowman et Nicholas, ne conservant pas leurs titres. Le 17 avril à SmackDown Live, lors du Superstar Shake-Up, ils sont annoncés être transférés au show bleu. Le 27 avril au Greatest Royal Rumble, ils ne remportent pas les titres par équipe de Raw, battus par Bray Wyatt et Woken Matt Hardy.
Le 6 octobre à Super Show-Down, ils ne remportent pas les titres par équipe de SmackDown, battus par le New Day.

#### Champions par équipe deSmackDownet séparation (2018-2019)

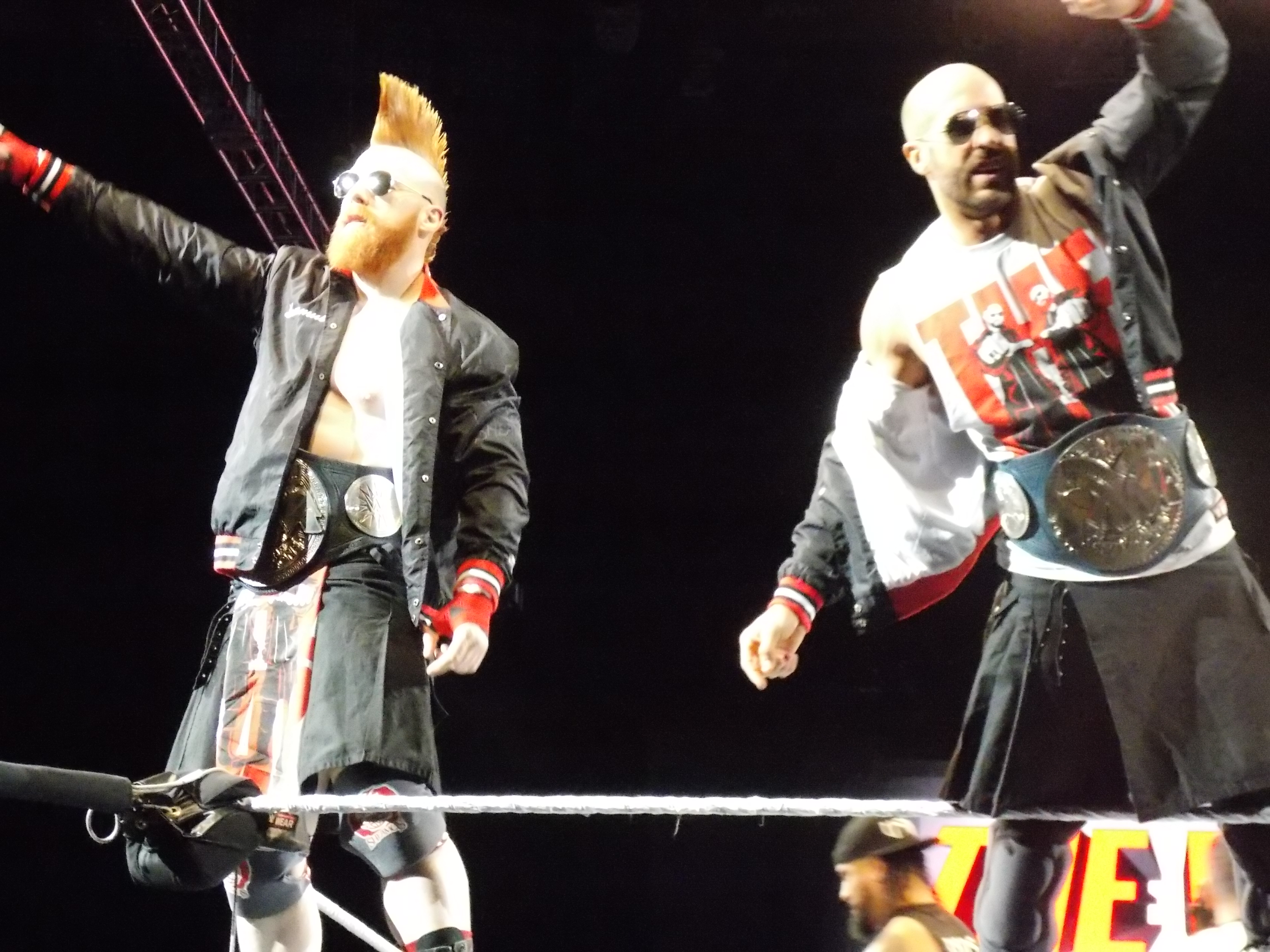
The Bar en tant que SmackDown Tag Team Champions en janvier 2019.

Le 16 octobre lors du 1 000e épisode de SmackDown Live, ils deviennent les nouveaux champions par équipe de SmackDown en battant le New Day, aidés par Big Show qui a porté un Chokeslam à Kofi Kingston. Le 2 novembre à Crown Jewel, ils conservent leurs titres en battant le New Day. Le 18 novembre aux Survivor Series, ils perdent face aux champions par équipe de Raw, les AOP, dans un Champions vs. Champions Match.
Le 27 janvier 2019 au Royal Rumble, ils perdent face au Miz et Shane McMahon, ne conservant pas leurs titres.
Le 7 avril à WrestleMania 35, ils ne remportent pas les titres par équipe de SmackDown, battus par les Usos dans un Fatal 4-Way Tag Team Match, qui inclut également Aleister Black, Ricochet, Rusev et Shinsuke Nakamura. Le 18 avril, Sheamus souffre d'une commotion cérébrale, devant s'absenter pendant des mois et provoquant la séparation du duo.

## Palmarès
- World Wrestling Entertainment
  - 4 fois Champions par équipe de Raw
  - 1 fois Champions par équipe de SmackDown
  - WWE Year-End Award de l'équipe de l'année 2018[33]

## Annexe